# Anarquismo social o anarquismo estético
Anarquismo social o anarquismo estético en inglés (Social Anarchism or Lifestyle Anarchism: An Unbridgeable Chasm) es un libro escrito por el ecologista anarquista estadounidense Murray Bookchin publicado en 1995 por AK Press de San Francisco y de Edimburgo. Es una crítica al anarquismo individualista, la ecología profunda, al biocentrismo y al "anarquismo estético" (basado en "estilos de vida" culturales), señalándolos como fundamentados en la mistificación romántica (por tanto superficiales e irrelevantes), y que en su peor caso son factores sectarizantes. Bookchin prioriza ante ello la preparación y organización política de un anarquismo práctico y coherente y un ecologismo radical y libertario que sea racional y humanista, cuyo eje esté en el bienestar humano y la ciencia y tecnología ecológica. Provocó las críticas de otros anarquistas, entre ellos Bob Black, que toman la polémica opinión de Bookchin como equivocada.

## Antecedentes
La ideología anarquista históricamente abarco una variedad de corrientes, pero a partir de 1960 con la decadencia del anarquismo dentro de los movimiento de masas, comienza una  división radical, que se profundiza con los años, entre un anarquismo moderno u ortodoxo, con tendencias comunitarias, y el posmoderno o heterodoxo, con tendencias individualistas. Por un lado anarquismo ortodoxo asociado al socialismo clásico y con la razón proveniente de la Ilustración, mientras que el heterodoxo aboga por el desarrollo personal y la generación de una nueva conciencia a veces impregnada de misticismo, el esteticismo y hedonismo. Ante este panaroma el historiador Murray Bookchin que evolucionó a lo largo de su vida desde el marxismo hacia el socialismo libertario, se muestra profundamente crítico con la corriente anarquista posmoderna, y lo expresa en su libro anarquismo social o anarquismo personal publicado en 1995, justo cuando dicha corriente empezaban a difundirse, especialmente entre sectores de grupos de jóvenes libertarios.

## Resumen
El texto expone que mientras la explotación y la pobreza que provoca el capitalismo aumentan, no hay una respuesta desde el anarquismo que ataque la base y fundamento de estas. Bookchin diagnóstica que miles de anarquistas han abandonado «la esencia social de las ideas anarquistas, por el personalismo yuppie y new age de esta época aburguesada.» El interés por una revolución social, que caracterizaba el anarquismo, en gran parte se ha perdido. La obra critica varias corrientes que han ganado impulso en las últimos años dentro del movimiento antiautoritario, entre ellas las corrientes primitivistas, neomísticas e individualistas, y critica a algunos de sus representantes como John Zerzan, David Watson o Hakim Bey, denunciandolos por perder el aspecto social y organizativo para transformarse en un comportamiento nihilista postmoderna o un objeto de consumo.

### Capítulo 1: Anarquismo social o anarquismo personal.
El primer capítulo el autor explora la historia del anarquismo, en el cual durante dos siglos se formaron dos corrientes opuestas: una asociada a la autonomía individual y otra a la libertad social. Destacan por parte de los anarquista individualistas Pierre Proudhon y William Godwin cuyas opiniones tienden a libertad individual y negativa que se opone a las instituciones sociales revolucionarias de masas. En cambio, Mijaíl Bakunin y Piotr Kropotkin pertenecian a la corriente colectivistas. Bakunin ponia en primer lugar lo social antes que lo individual, presentando la primera teoría anarquista bien acabada en torno al colectivismo, con una propuesta que aborda prácticamente todas las ciencias y la historia de la humanidad, mientras que Kropotkin desarrolló ideas comunistas, siguiendo las bases de Bakunin y aportando mejores respuestas debido a su importante preparación científica. Según el autor el surgimiento del anarcosindicalismo y el anarcocomunismo, entre los siglos XIX y XX, marginó al anarcoindividualismo de los movimientos obreros, quienes opinaban que era un lujo exótico de los pequeños burgueses.

### Capítulo 2: Anarquismo individualista y reacción.
En este capítulo dice el autor que el anarcoindividualismo interesaba a personas individualistas, estos generaban opiniones por medio de panfletos ofensivos y un estilo de vida extravagante. Los individualistas vivían de forma bohemia, exigian libertad sexual y tenían gran interés en el arte, la conducta y la ropa. Según el autor en Europa y Estados Unidos, los anarcoindividualistas realizaron actos terroristas lo que generó la reputación de movimiento violento del anarquismo. Dice el autor que la mayoría de los terroristas no se guiaban por ideales libertarios, sino que se quejaban de los abusos de su tiempo, por medio de la «propaganda por el hecho». En el anarcoindividualismo moderno que Bookchin denomina «anarquismo personal», los seguidores de esta corriente se centran en la idea de Michel Foucault de «insurrección personal» en vez de una revolución política.

### Capítulo 3: ¿Autonomía o libertad?.
El autor expone como los anarcoindividualistas se interesaban más en la autonomía que en la libertad, estos opinan que el individuo posee «derechos naturales» y están en contra del estado y la sociedad. El autor analiza el origen de las palabras autonomía, asociada al individuo, y libertad, asociada a la comunidad, posteriormente critica a autores por el mal uso de estas palabras, como a Paul Goodman, un anarcoindividualistas, y la obra de la escritora Susan Brown, autora que critica al colectivismo y a la democracia, con lo que según Bookchin, sienta las bases de una dictadura de las minorías sobre las mayorías. Se muestra en desacuerdo con Jean–Jacques Rousseau, Bookchin opina que las personas no nacen libres, autónomas ni independientes. Dice que la libertad que los individuos poseen son el desarrollo de históricas luchas sociales, en las cuales el individuo debe tomar parte activa si desea lograr la libertad.

### Capítulo 4: El anarquismo como caos.
El autor argumenta que el anarquismo personal se manifiesta por medio del nihilismo posmoderno, el misticismo, la antitecnología y el primitivismo. Estas corrientes se oponen a las organizaciones políticas relevantes y se orientan a la realización personal. Critica el ensayo Zona Temporalmente Autónoma de Hakim Bey por su desinterés por las organizaciones de masas y su identidad subcultural,  dice que estas corrientes son inofensivas para el poder y no pueden generar un cambio político significativo.

### Capítulo 5: Anarquismo místico e irracional.
En este capítulo el autor estudia la revista Fifth Estate que publica principalmente artículos primitivistas, prerracionales, antitecnológicos y anticivilizatorios. Critica el autor esta revista por invitar a los anarquistas al misticismo con artículos en donde se llama a «proyectar el círculo mágico, entrar en un trance de éxtasis, deleitarse en la brujería», Todas estas creencias que a través de los siglos se han asentado en las sociedades tribales y religiosas, y contra las que la razón ha tenido que luchar.

### Capítulo 6: Contra la tecnología y la civilización.
Analiza la obra de George Bradford contraria a la tecnología. Dice que el avance tecnológico genera desempleo y aumenta la explotación, pero esto no se debe a la tecnología, sino a los capitalistas que buscan maximizar sus beneficios. Expresa que las mismas máquinas podrían liberarnos de molestos trabajos para dedicarse a actividades más divertidas. Dice el autor que los antitecnologías buscan cambiar el capitalismo por la tecnología como la causa del daño ambiental. También defiende a la civilización y la ciudad pues estas favorecen el contacto entre las personas y la difusión del conocimiento a diferencia de la vida tribal y la de los pueblos.
El autor no niega que muchas tecnologías sean dominantes y peligrosas, ni afirma que la civilización es el paraíso. Dice que la energía nuclear, las presas, la industria de armamento y el sistema fabril, al igual que la burocracia, el declive urbano y los medios de comunicación son nocivos. Pero en siglos anteriores por medio de simples herramientas como hachas, arados y carros de caballos y sin grandes ciudades y burocracias se desforestaron grandes zonas de Norteamérica y se extermino a gran parte de los indígenas.

### Capítulo 7: Mistificación de lo primitivo.
En el capítulo 7 se analiza el primitivismo, según los primitivistas las sociedades de la prehistoria vivían con gran comodidad producto de la recolección y la caza, y en armonía con el entorno natural. El autor basado en estudios científicos opina contrariamente a los primitivistas, dice que la vida de nuestros antepasados eran cortas y duras. Se muestra contrario a la supuesta ausencia de jerarquías en la prehistoria, dice que muchas sociedades del paleolítico eran igualitarias pero que ya existían niveles de jerarquía. Critica al anarquista primitivista John Zerzan según el cual fue positivo la falta del lenguaje, escritura, herramientas, y otros atributos de la civilización.  El autor dice que sin literatura la mayoría del conocimiento humano se perdería.
El autor muestra que tanto los pueblos prehistóricos como los indios norteamericanos cambiaron el medio ambiente tanto como les fue posible. Dice que nuestros antepasados usaron el fuego para quemar zonas boscosas y provocar estampidas de animales para facilitar su caza y es posible que causaran la extinción de algunos grandes mamíferos de Norteamérica. Los indígenas prehispánicos cambiaron parte del continente quemando bosques para obtener terrenos de siembra, de hecho su agricultura pudo ser tan dañina como la europea preindustrial. Dice que varias tribus agotaron los recursos de su entorno y se vieron obligados a migrar, y posiblemente tuvieron que expulsar de sus tierras a otras tribus.
El autor afirma que los europeos cometieron muchos crímenes en contra de los pueblos colonizados desde el saqueo al genocidio, sin embargo, dice que la regresión al primitivismo rechaza los aspectos positivos de la humanidad y de la civilización occidental. El autor expone que los seres humanos por medio del razonamiento poseen la habilidad de cambiar y mejorar su entorno, esto se debe a un proceso evolutivo natural, no a la tecnología y la civilización.

### Capítulo 8: Evaluación del anarquismo personal.
El autor se muestra preocupado que el anarcoindividualismo erosione al anarquismo como movimiento de masas, dice que si el anarquismo olvida sus objetivos colectivistas y su naturaleza social, y se centra en la satisfacción personal y en ideales provenientes de religiones orientales, llevara al anarquismo a una decadencia como la de la izquierda desde los años 1960 que ha degenerado hacia el posmodernismo, la contracultura y el espiritualismo new age.

### Capítulo 9: Hacia un comunalismo democrático.
En el capítulo final el autor dice que el anarquismo social es descendiente de la Ilustración, esta del lado de la razón, la tecnología y las instituciones sociales orientadas hacia la lucha contra las desigualdades de la sociedad capitalista. Dice que el anarquismo social debe marcar diferencias con el anarquismo personal. El anarquismo para Bookchin se basa en cuatro principios oposición al Estado,  confederalismo municipal, comunismo libertario y democracia directa; si se olvidan y sustituyen estos por una industria del ocio libertario y por religiones asiáticas que pregonan la contemplación y la inacción, el anarquismo pasara a convertirse en un objeto de consumo subcultural para jóvenes consumidores de ropa negra, lo que hará perder al anarquismo su esencia socialista. En su opinión, ya no es posible llamarse anarquista sin agregar un adjetivo calificativo que lo diferencie de los anarquistas personales.

## Recepción
El libro generó tanto aprobación como rechazo el abogado anarquista Bob Black en su ensayo Anarchy after Leftism de 1995 lleva a cabo una refutación sistemática y documentada del libro. En su respuesta, Black resume el texto con el calificativo «decadente, un canto de cisne de un anarquismo tradicional en franco retroceso».
En su ensayo Beyond Bookchin. Preface for a Future Social Ecology de 1996, El escritor Davit Watson responde criticando la ecología social de Bookchin, la ecología visionaria de Watson desafía la mística del progreso y propone una noción más holística de razón tanto primaria como moderna, escéptica y "mitopoética".